# Acanthixalus spinosus
Acanthixalus spinosus là một loài ếch thuộc họ Hyperoliidae.
Loài này có ở Cameroon, Cộng hòa Congo, Cộng hòa Dân chủ Congo, Gabon và Nigeria, có thể có ở Angola, Cộng hòa Trung Phi và Guinea Xích Đạo.
Môi trường sống tự nhiên của chúng là rừng ẩm vùng đất thấp nhiệt đới hoặc cận nhiệt đới và rừng trước đây suy thoái nghiêm trọng.
Chúng hiện đang bị đe dọa vì mất môi trường sống.